# Italie aux Jeux olympiques d'été de 1996
L'Italie participe aux Jeux olympiques d'été de 1996 à Atlanta. Sa délégation est composée de 346 athlètes répartis dans 20 sports et son porte-drapeau est l'escrimeuse Giovanna Trillini. Au terme de ces Jeux, l'Italie se classe sixième avec 35 médailles dont 13 en or.

## Médaillés italiens

### Médailles d'or
| Sport                  | Discipline                       | Athlète(s)                                                       | Performance                                   | Date       |
| Médailles d'or : 13    |                                  |                                                                  |                                               |            |
| Aviron                 | Deux de couple hommes            | Agostino Abbagnale Davide Tizzano                                | 6 min 16 s 98                                 | 27 juillet |
| Canoë-kayak            | K2 1 000 m masculin              | Daniele Scarpa Antonio Rossi                                     | 3 min 9 s 190                                 | 3 août     |
| Canoë-kayak            | K1 500 m masculin                | Antonio Rossi                                                    | 1 min 37 s 423                                | 4 août     |
| Cyclisme sur piste     | Poursuite individuelle masculine | Andrea Collinelli                                                | Victoire contre Ermenault 4 min 19 s 699 (RM) | 25 juillet |
| Cyclisme sur piste     | Poursuite individuelle féminine  | Antonella Bellutti                                               | Victoire contre Clignet 3 min 34 s 130 (RM)   | 26 juillet |
| Cyclisme sur piste     | Course aux points masculine      | Silvio Martinello                                                | 37 pts                                        | 28 juillet |
| Escrime                | Fleuret individuel masculin      | Alessandro Puccini                                               | Victoire 15 - 12 contre Plumenail             | 22 juillet |
| Escrime                | Épée masculine par équipes       | Sandro Cuomo Angelo Mazzoni Maurizio Randazzo                    | Victoire 45 - 43 contre la Russie             | 23 juillet |
| Escrime                | Fleuret par équipes féminine     | Francesca Bortolozzi-Borella Giovanna Trillini Valentina Vezzali | Victoire 45 - 33 contre la Roumanie           | 25 juillet |
| Gymnastique artistique | Anneaux hommes                   | Jury Chechi                                                      | 9,887 pts                                     | 28 juillet |
| VTT                    | VTT cross-country femmes         | Paola Pezzo                                                      | 1 h 50 min 51 s                               | 30 juillet |
| Tir                    | Pistolet 10 m hommes             | Roberto Di Donna                                                 | 684,2 pts                                     | 20 juillet |
| Tir                    | Skeet hommes                     | Ennio Falco                                                      | 149 pts                                       | 26 juillet |

### Médailles d'argent
| Sport                   | Discipline                 | Athlète(s) | Performance                       | Date       |
| Médailles d'argent : 10 |                            | |                                   |            |
| Athlétisme              | 10 km marche féminin       | Elisabetta Perrone | 42 min 12 s                       | 29 juillet |
| Athlétisme              | Saut en longueur féminin   | Fiona May | 7,02 m                            | 2 août     |
| Canoë-kayak             | K1 1 000 m masculin        | Beniamino Bonomi | 3 min 27 s 073                    | 3 août     |
| Canoë-kayak             | K2 500 m masculin          | Beniamino Bonomi Daniele Scarpa | 1 min 28 s 728                    | 4 août     |
| Cyclisme sur piste      | Course en ligne féminine   | Imelda Chiappa | 2 h 36 min 38 s                   | 21 juillet |
| Escrime                 | Fleuret individuel féminin | Valentina Vezzali | Défaite 10 - 15 contre Badea      | 22 juillet |
| Escrime                 | Épée par équipes féminine  | Laura Chiesa Elisa Uga Margherita Zalaffi | Défaite 33 - 45 contre la France  | 24 juillet |
| Judo                    | Moins de 60 kg hommes      | Girolamo Giovinazzo | Défaite par Ippon contre Nomura   | 26 juillet |
| Tir                     | Double trap masculin       | Albano Pera | 183 pts                           | 24 juillet |
| Volley-ball             | Tournoi masculin           | Andrea Gardini Marco Meoni Pasquale Gravina Paolo Tofoli Samuele Papi Andrea Sartoretti Marco Bracci Lorenzo Bernardi Luca Cantagalli Andrea Zorzi Andrea Giani Vigor Bovolenta | Défaite 2 - 3 contre les Pays-Bas | 4 août     |

### Médaille de bronze
| Sport                    | Discipline                     | Athlète(s) | Performance                           | Date       |
| Médailles de bronze : 12 |                                | |                                       |            |
| Athlétisme               | 5 000 m féminin                | Roberta Brunet | 15 min 7 s 52                         | 28 juillet |
| Athlétisme               | 3 000 m steeple                | Alessandro Lambruschini | 8 min 11 s 28                         | 2 août     |
| Canoë-kayak              | K1 500 m féminin               | Josefa Idem | 1 min 48 s 731                        | 4 août     |
| Escrime                  | Fleuret individuel féminin     | Giovanna Trillini | Victoire 15 - 9 contre Modaine-Cessac | 22 juillet |
| Escrime                  | Sabre par équipes masculin     | Raffaello Caserta Luigi Tarantino Tonhi Terenzi | Victoire 45 - 37 contre la Pologne    | 24 juillet |
| Judo                     | Moins de 72 kg femmes          | Ylenia Scapin | Victoire par Ippon contre Essombe     | 21 juillet |
| Natation                 | 200 m dos masculin             | Emanuele Merisi | 1 min 59 s 18                         | 26 juillet |
| Tir                      | Pistolet 50 m masculin         | Roberto Di Donna | 661,8 pts                             | 23 juillet |
| Tir                      | Skeet masculin                 | Andrea Benelli | 147 pts                               | 26 juillet |
| Tir à l’arc              | Par équipes hommes             | Matteo Bisiani Michele Frangilli Andrea Parenti | Victoire 248-244 contre l'Australie   | 2 août     |
| Voile                    | Planche à voile Mistral femmes | Alessandra Sensini | 28 pts                                | 29 juillet |
| Water polo               | Tournoi masculin               | Alberto Angelini Francesco Attolico Fabio Bencivenga Alessandro Bovo Alessandro Calcaterra Roberto Calcaterra Marco Gerini Alberto Ghibellini Luca Giustolisi Amedeo Pomilio Francesco Postiglione Carlo Silipo Leonardo Sottani | Victoire 20 - 18 contre la Hongrie    | 28 juillet |

## Sources
- (en) Cet article est partiellement ou en totalité issu de l’article de Wikipédia en anglais intitulé « Italy at the 1996 Summer Olympics » (voir la liste des auteurs).